# Giovanni Battistelli

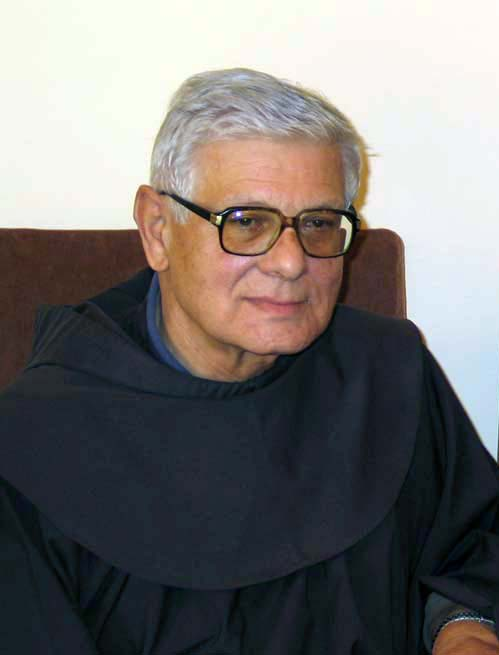
Giovanni Battistelli OFM(2003)

Giovanni Battistelli OFM (* 28. Dezember 1933 in Spello, Umbrien, Italien; † 20. Oktober 2011 in Montefalco, Umbrien, Italien) war ein italienischer Ordensgeistlicher und von 1998 bis 2004 Kustos des Heiligen Landes.

## Leben
Giovanni Battistelli besuchte das Collegio Serafico della Provincia Serafica di S. Francesco d'Assisi dell'Umbria, anschließend die höheren Schulen in Città di Castello und Perugia (1949–1951). Am 13. August 1951 trat er dem Franziskanerconvent von Amelia in Terni bei und legte am 14. August 1952 seine ersten Gelübde ab. Er studierte Philosophie am Ordensseminar in San Damiano und Theologie am Ordenskolleg in Portiunkula. Am 8. September 1955 legte er seine feierliche Profess ab. 1959 erfolgte die Diakonweihe in der Patriarchatskirche von Jerusalem. Am 29. Juni 1960 empfing er die Priesterweihe durch Alberto Gori, den Lateinischen Patriarchen von Jerusalem. Ein Studium der orientalischen Wissenschaften am Päpstlichen Orientalischen Institut in Rom schloss er 1963 ab. Er verbrachte ab 1963 viele Jahre seines Ordenslebens im Nahen und Mittleren Osten, vor allem in Ägypten. 
Giovanni Battistelli wurde vom General-Definitorium, dem obersten Leitungsgremium der Franziskaner in Rom, gewählt und 1998 per Dekret des Heiligen Stuhls ernannt. Er war bis 2004 der kanonische Obere der Kustodie des Heiligen Landes und trug den Titel Kustos (= Wächter) des Heiligen Landes.
Während seiner Amtszeit erlebte er die Pilgerreise von Papst Johannes Paul II. (2000), den Ausbruch der zweiten Intifada (2000–2004) und im April 2002, die Belagerung der israelischen Streitkräfte der Geburtskirche in Bethlehem, wo sich eine große Gruppe von palästinensischen Kämpfer verschanzt hatte.